# Julius Markschiess van Trix

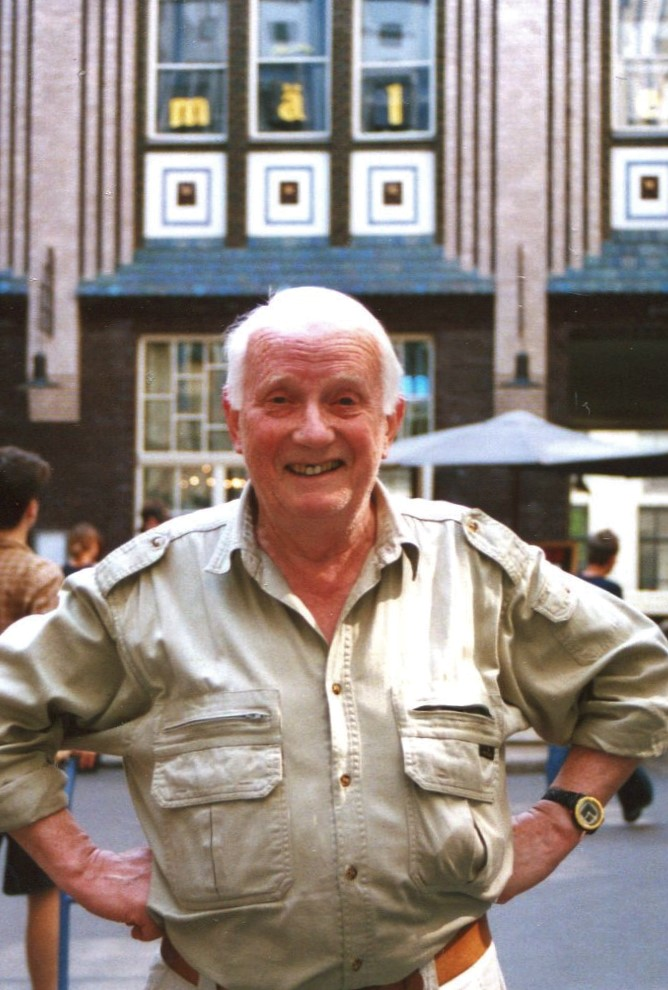
Jonny Markschiess-van Trix (2002)

Julius „Jonny“ Markschiess-van Trix (eigentlich Julius Markschiess, * 29. November 1920 in Berlin; † 4. September 2017 ebenda) war ein deutscher Artistenkenner und Autor. Sein selbst gewählter Namenszusatz van Trix war der Name der Artistentruppe, der er in seiner Jugend angehörte.
Julius Markschiess-van Trix war der Begründer des größten Artistenmuseums Deutschlands, das 1990 als documenta artistica als Außenstelle des Märkischen Museums in eigenen Räumen eröffnete und innerhalb der Sammlung Varieté, Zirkus, Kabarett der Stiftung Stadtmuseum Berlin ohne eigene Räume weiterhin existiert.

## Leben

### Kindheit
Julius Markschiess wuchs in einfachen Verhältnissen als Sohn eines Rohrlegers und einer Reinemachefrau im Arbeiterviertel an der Singerstraße auf. In der Gegend um den nahen Boxhagener Platz im damaligen Berliner Stadtbezirk Friedrichshain kam er früh mit Rummelplätzen und mit Schaustellern in Kontakt. Seine allein stehende Mutter unterstützte er bereits in seiner Kindheit durch abendliche Verkäufe von Süßigkeiten an Reisende am Bahnhof Friedrichstraße. Außerdem leistete er sich mit den Einnahmen Varieté-Eintrittskarten.
Prägend für ihn war die Begegnung mit Charlie Chaplin 1931, als der berühmte Schauspieler eine Kinder- und Jugend-Sozialeinrichtung in der Waisenstraße im damaligen Stadtbezirk Mitte besuchte. Der zehnjährige Markschiess erfuhr von dem damals groß angekündigten Besuch und sprach den Filmstar an. Von dem Zusammentreffen existiert ein Foto, das er sich als Postkarte drucken ließ und gern zeigte. Der persönliche und schriftliche Kontakt soll bis zum Tod Chaplins bestanden haben.
Die Begegnung soll Anlass dafür gewesen sein, dass Markschiess selbst Artist werden wollte. Mit elf Jahren trat er dem Neuköllner Artistenverein Union-Victoria bei.

### Jugend
Sein fehlender „Ariernachweis“ verhinderte die Wahl des Artistenberufs. Er begann eine Lehre als Mechaniker in einer Fahrradwerkstatt. Markschiess, der eher der Roten Hilfe als den Nationalsozialisten nahestand verlor die Stelle, weil er den Sohn des Chefs wegen dessen Mitgliedschaft in einer SA-Fahrradstaffel hänselte.
In Hotels, Revue- und Artistenshows avancierte er zum „Mann für alles“. Bei seiner Tätigkeit als Hotel-Boy vom damaligen „Europäischen Hof Berlin“ lernte er den Direktor des benachbarten alten Varietés Wintergarten, Ludwig Schuch, kennen. Dieser schenkte ihm hin und wieder Programmhefte und Plakate, die später die Zirkus- und Artistik-Sammlung von Markschiess-van Trix begründeten.
Mit 19 Jahren wurde er als Soldat an die russische Front eingezogen. Dort baute er eine Soldaten-Bühne auf.
Nach dem Zweiten Weltkrieg ging er 1946 für kurze Zeit nach Braunschweig und eröffnete ein Kabarett. Er selbst trat dort mit der Artisten-Truppe Van Trix mit einer Hängeperch-Darbietung auf. Eine bei einem Sturz vom Trapez zugezogene unheilbare Knieverletzung machte seiner Bühnen-Karriere ein Ende. Daraufhin gründete er 1947 eine Künstlervermittlung.

### Arbeit als Artistik-Historiker und Kulturmanager
Von 1952 bis 1955 war er am Friedrichstadtpalast in Berlin für Werbung zuständig. Nebenher erforschte er anhand der Unterlagen die Geschichte dieses traditionsreichen Varieté-Theaters, womit seine systematische Arbeit als autodidaktischer Historiker begann. Außerdem sammelte er weiter privat Dokumente, Werbung, Fotos, Fachzeitschriften, Requisiten und Andenken.
1955 war er ein Mitbegründer der ersten staatliche Artistenschule, der damaligen Fachschule für Artistik, im Haus des späteren Kunsthauses Tacheles an der Friedrichstraße in der Nähe des alten Friedrichstadt-Palasts. In seiner Funktion als dortiger Dozent verfasste er als Lehrmaterial die umfangreiche Geschichte der Artistik. Außerdem begann er die DEFA bei Dreharbeiten zu Artistenthemen zu beraten.
Von 1959 bis 1961 arbeitete er als Programmgestalter bei der Konzert- und Gastspieldirektion Berlin. Ab 1961 wurde er Mitarbeiter der Berliner Festtage und arbeitete ab 1969 am Aufbau des staatlichen Freizeitparks der DDR, des Kulturparks Plänterwald, mit.

## Gründung eines Artistenmuseums
Im Gartenhaus des von ihm bewohnten Mietshauses in der Linienstraße 147 in Berlin-Mitte baute Markschiess-van Trix ab 1975 sein Privatmuseum und Archiv auf. Erstmals feierte er 1977 zusammen mit Anwohnern das Sommerfest „Ringelpitz im Hinterhof“, das später Fortsetzung mit regionaler Aufmerksamkeit fand. Außerdem hielt er dort Vorträge.
Ab 1957 richtete er eigene thematische Ausstellungen vor allem in Berlin aus, aber auch in Städten der DDR und Städten von damals sozialistischen Ländern wie Warschau, Kraków, Budapest, Sofia und Prag. 1981 gab es Ausstellungen in Städten von Schweden, 1987 in Moss, 1988 in Zürich und 1989 Kotka.
Nach langjährigen Bemühungen verkaufte er 1979 für 100.000 Mark seine aus allen Nähten platzende Sammlung dem Magistrat von Berlin (Ost). Zusammen mit der bereits 1972 vom Westberliner Sammler Fritz Dillenberg erworbenen Sammlung bildete sie die documenta artistica beim Märkischen Museum von Berlin. Markschiess-van Trix fand in der Nähe des Märkischen Museums an der Fischerinsel an der Inselstraße 7, Ecke Wallstraße – fußläufig zu seiner letzten Wohnung – freie Räume, die er nun als beim Magistrat angestellter Leiter der documenta artistica zu einem eigenen Museum ausbaute.
An seinem 70. Geburtstag wurde ihm im November 1990 kurz vor der Eröffnung der Museumsräume gekündigt, angeblich weil er das Höchstalter für die Stelle überschritten hatte. Das Museum wurde der neu gegründeten Stiftung Stadtmuseum angegliedert und 1994 aus Geldmangel geschlossen. Die insgesamt 200.000 Objekte, Bücher und Kunstwerke umfassende Sammlung lagert nun unter dem Titel Varieté, Zirkus, Kabarett im Depot des Stadtmuseums. Sie gehört weltweit zu den bedeutendsten Sammlungen ihrer Art. Bisher letztmals wurde im Frühjahr 2005 ein umfangreicherer Teil davon in einer Sonderausstellung im Ephraim-Palais gezeigt.
Nach langjähriger schwerer Krankheit verstarb Julius Markschiess-van Trix am 4. September 2017 und wurde am 17. Oktober 2017 auf dem Dorotheenstädtischen Friedhof beerdigt. Seine Ehe mit Ruth Markschiess war kinderlos geblieben. Erben seiner immer noch umfangreichen Privatsammlung gab es keine.

## Mitgliedschaften
- 1947–1952: Internationale Artisten-Loge (I.A.L.)
- 1949: Gewerkschaft Bühne, Artistik, Film, Musik, 1951 umbenannt in Gewerkschaft Kunst, Mitglied der Fachkommission Artistik
- 1955: Gründungsmitglied der Gesellschaft der Circusfreunde Deutschland (GCD)
- 1990: Deutscher Gewerkschaftsbund IG Medien
- 1994: Gründungsmitglied der Claire-Waldoff-Gesellschaft

## Auszeichnungen
- 1996: Bundesverdienstkreuz (auf Vorschlag der Erben von Claire Waldoff u. a.)[45]
- 2009: Bezirksverdienstmedaille der Bezirksverordnetenversammlung und das Bezirksamtes Mitte von Berlin[46]

## Schriften
- mit Jan Brabec: Artistik. Auswahlbibliographie. Deutsche Staatsbibliothek Berlin, 1968 (DNB 456171096)
- mit Bernhard Nowak: Artisten- und Zirkusplakate. Ein internationaler historischer Überblick. 1975, ISBN 978-3-7611-0452-1.
  - mit Bernhard Nowak: Les affiches du cirque. Un apaercu historique international. Edition Leipzig, 1976.
  - mit Bernhard Nowak: Circus People and Posters. Edition Leipzig, 1977.
- Artisten und Zirkusplakate – Magie. 12 Postkarten in Sammelbildmappe mit einem Text des Autors. Planet-Verlag, Berlin 1985.
- Artisten und Zirkusplakate – Äquilibristik und Akrobatik. 12 Postkarten in Sammelbildmappe mit einem Text des Autors. Planet-Verlag, Berlin 1985.
- Raritäte seyn su sehn ... Museum für Geschichte der Stadt Leipzig. Leipzig 1988, ISBN 3-910034-00-4.
- Daneben zahlreiche Beiträge für Lexika, Sammelbände und für die Zeitschrift Artistik.